# Adolf Bollmann

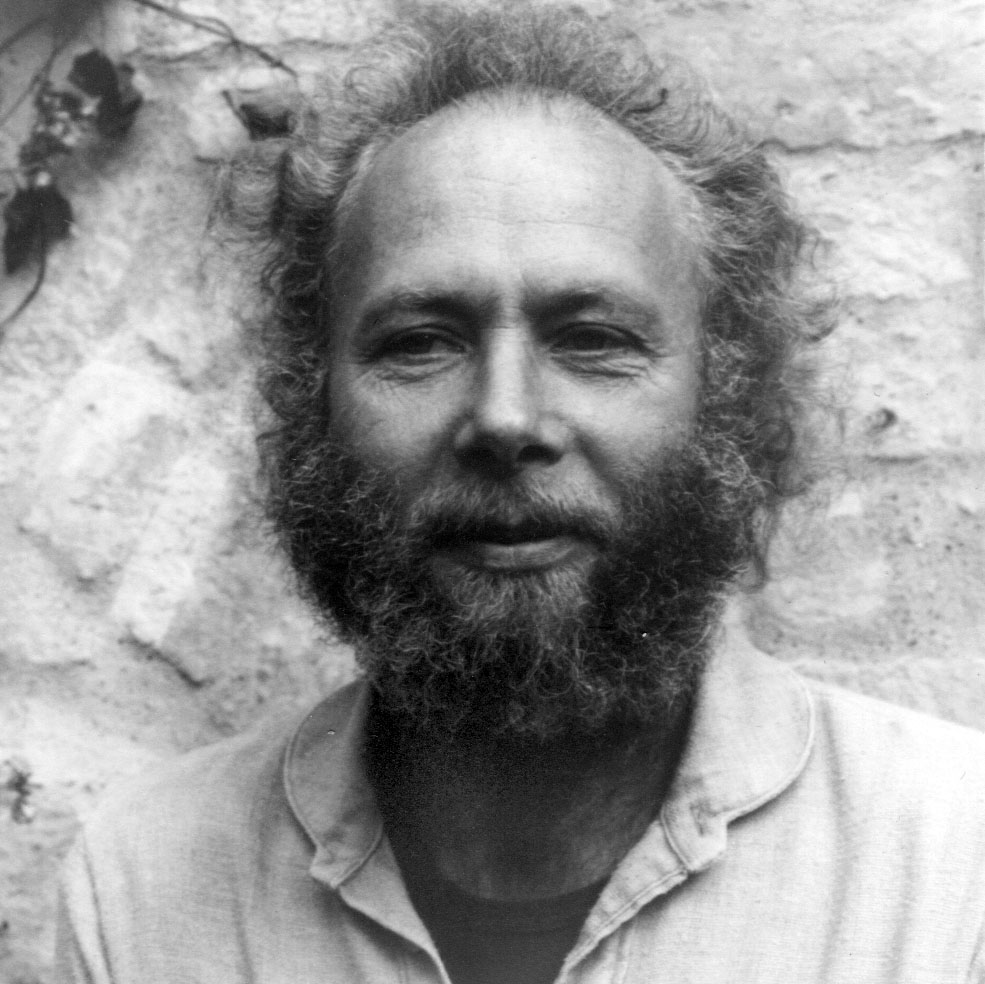
Adolf Bollmann 1988

Adolf Bollmann (* 30. November 1937 in Bernburg (Saale)) ist ein deutscher Filmemacher, Kommunalpolitiker und Begründer des ökologisch orientierten Stranddorfes Augustenhof in Heringsdorf (Ostholstein).

## Leben
Adolf Bollmann erlebte die Kriegs- und die erste Nachkriegszeit in Stralsund. 1950 übersiedelte die Familie in die Bundesrepublik nach Tornesch in den Kreis Pinneberg, wo er 1956 das Abitur machte. Er begann ein Studium der Mathematik, Physik, Literaturwissenschaft und Philosophie an der Universität Hamburg und absolvierte 1960 ein Volontariat bei der Filmproduktion Günther Schnabel. 1961 heiratete er in Rostock Sigrun Koeppe, die ein Semester an der Deutsche Hochschule für Filmkunst studiert hatte und nach der Heirat in den Westen ausreisen durfte. Ihr gemeinsames Berufsziel war es, Filme zu machen.
Im Arbeitskreis Film und Fernsehen an der Universität Hamburg trafen sie auf andere am Film interessierte Studenten – darunter Bernd Upnmoor und Hellmuth Costard –, die in Ermangelung eines offiziellen Studienganges Film auf eigene Faust mit dem Medium experimentierten. 1962 erhielten Sigrun Koeppe und Adolf Bollmann ihr erstes Prädikat für den Kinovorfilm Schützenfest und 1965 ihren ersten Auftrag vom NDR-Fernsehen für einen Dokumentarfilm über Jugendliche auf einem Sylter Zeltplatz. Es folgten weitere Kinokurzfilme und Aufträge für das 3. Programm des NDR.
1971 wurde Adolf Bollmann fester Freier Mitarbeiter im Familienprogramm des NDR. Es war die Zeit, in der nach 1968 im bundesdeutschen Fernsehen eine besondere Sparte für junge Menschen eingerichtet und als Plattform für gesellschaftspolitische Agitation genutzt wurde. 1978 trennte er sich von Sigrun Koeppe und 1980 heiratete er Regina Siegl. Mit einer fiktionalen Begleitung von 3 Schülern und 2 Schülerinnen der Wilhelm-Wisser-Schule in Eutin während des 10. Schuljahres beendeten Regina und Adolf Bollmann 1981 ihre Arbeit für das Jugendprogramm des NDR.
In den 1980er Jahren arbeitete Adolf Bollmann für verschiedene Redaktionen, unter anderem für die Redaktion Extra 3 des NDR, die damals noch eine politikkritische Sendung war. Seine intensive Recherche für einen Beitrag über die VEB Deponie Schönberg, die in der DDR kurz hinter der Zonengrenze gebaut wurde, ließ ihn zu einem Sprecher der Lübecker Bürgerinitiativen gegen die Deponie werden. Seine Erfahrung floss 1987 in den abendfüllenden Dokumentarfilm über die Deponie Schöne Grüße aus dem Dreck von Marie-Elisabeth Simmat ein. Zeitgleich engagierte er sich als Sprecher der Straßengemeinschaft Altstadt in Lübeck. 1989 führte er den von ihm in Lübeck gegründeten Verband der Filmschaffenden in Schleswig-Holstein mit einer Initiative in Kiel zum Verein Kulturelle Filmförderung Schleswig-Holstein zusammen und wurde Vorsitzender des neuen Vereins, der im Auftrag der Landesregierung die Filmförderung in Schleswig-Holstein organisierte.
Seit 1990 wohnt Adolf Bollmann mit seiner Familie in Heringsdorf (Ostholstein). 1995 wurde er Mitglied der Partei Bündnis 90/Die Grünen, im Jahr darauf Sprecher der Partei in Ostholstein und 1998 Mitglied des dortigen Kreistages, 2003 auch Gemeindevertreter.
Mit einem Prädikat besonders wertvoll für einen fünften Spot gegen Intoleranz, den er zusammen mit dem Filmemacher C. Cay Wesnigk realisiert hatte, beendete Adolf Bollmann 2001 seine Tätigkeit als Filmemacher, um sich einer neuen Aufgabe zu widmen: dem Bau eines ökologisch orientierten Feriendorfes. An diesem Projekt, das nicht primär nach Renditeüberlegungen, sondern nach ökologischen und sozialen Nachhaltigkeitskriterien ausgerichtet war, arbeiteten Regina und Adolf Bollmann schon seit 1996. Nach einer 7-jährigen Auseinandersetzung gegen die administrativen Widerstände konnte im Juli 2004 das Stranddorf Augustenhof von Klaus Müller, damals Umweltminister des Landes Schleswig-Holstein, eröffnet werden. Mittlerweile waren die Themen Ökologie und Nachhaltigkeit vermehrt Mittelpunkt der Medienberichterstattung und so wurde auch das Feriendorf in mehreren Fernsehsendungen und diversen Printmedien als Beispiel genannt.
In den Jahren 2012 bis 2017 brachte sich Bollmann mit den gesammelten Erfahrungen beim Bau des Wohnprojektes Uhlenbusch ein, welches von Caroline und Ulrich Reimann in Bosau am großen Großen Plöner See realisiert wurde.

## Filme (Auswahl)

### Zusammen mit Sigrun Koeppe
- 1962: Schützenfest; (Kamera: Bernd Upnmoor)
- 1963: Das Schiff im Eis; (Montage: Bernd Upnmoor)
- 1963: Studenten
- 1965: Geschichte mit einem Hund und Träumen
- 1966: Barfuß sich die Zeit vertreiben; Dokumentarfilm für NDR
- 1967: Lehrlinge; Dokumentarfilm für NDR
- 1968: Schaumann bringt Erfolg im Stall; Industriefilm
- 1968: Ehespiel. (Epilog eines Dreißigjährigen über die Ehe); Spielfilm
- 1968: Alltag; Dokumentarfilm der Serie Vor neuem Anfang des NDR
- 1968: Hoffnung; Dokumentarfilm der Serie Vor neuem Anfang des NDR
- 1969: Sonderschule; Dokumentarfilm der Serie Das behinderte Kind des NDR
- 1969: Zwei Mädchen; Dokumentarfilm der Serie Das behinderte Kind des NDR
- 1969: Gut daß wir nicht so sind; Dokumentarfilmfeuilleton für NDR
- 1970: Hoffentlich geht das gut aus; Fernseh-Dokumentation für NDR – medienpädagogische Untersuchungen in Zusammenarbeit mit Ernst Schaack
- 1971: Wie in einer richtigen Familie; Fernseh-Dokumentation für NDR – medienpädagogische Untersuchungen in Zusammenarbeit mit Ernst Schaack
- 1972–1974: 62 Folgen des Vorschulmagazins Maxifant und Minifant des NDR (Rahmenhandlung und ein Teil der Einzelbeiträge)
- 1975: Uwe und Karin: Sturmfreie Bude
- 1976: Zu alt um nur zu spielen; Spielfilmserie (8 Folgen) für das Jugendprogramm des NDR (zusammen mit Sigrun Koeppe, Manfred Tesch und Reinhard Eichelbeck)

### Zusammen mit Regina Bollmann
- 1980: Wir wissen schon was wir tun; Spielfilme (2 Folgen) der Sendereihe Joker für das Jugendprogramm des NDR
- 1981: In einem Jahr sieht alles anders aus; Spielfilme (6 Folgen) der Sendereihe Joker für das Jugendprogramm des NDR
- 1984: Frauensache; Spielfilme (2 Folgen) für das Frauenprogramm des NDR
- 1987: Gestaltende Berufe; für die Werkkunstschule Lübeck
- 1990: Ohne Titel; Dokumentarfilm über die bildenden Künstler Rainer Plum, Jens Stittgen und Willi Otremba

### Zusammen mit C. Cay Wesnigk
- 1993–2001: 5 Spots gegen Intoleranz
- 1996: Lux et umbra; Experimentalfilm – zwischen Film und Bildender Kunst
- 1997: Können Sie sich vorstellen mich zu küssen?
- 1998: Ballspiel
- 1998: Das Vermächtnis des Jens Klipper
- 2000: Antonia lässt sich Ohrlöcher schießen
- 2000: Mein Lohn ist ein Danke

### Weitere
- 1987: Schöne Grüße aus dem Dreck; Regie: Marie-Elisabeth Simmat; Kamera: Adolf Bollmann (NDR)
- 1987–1989: 36 Beiträge für Extra 3 (NDR)
- 1989–1990: 10 Beiträge für das SH-Magazin (NDR)